# Governatorato di al-Mahwit
Al-Maḥwīt (in arabo: المحويت) è un governatorato dello Yemen.